# David Johnston
David Lloyd Johnston (Sudbury, 28 de junho de 1941) é um professor universitário canadense, foi o 28º governador-geral do Canadá de 2010 até 2017. Foi presidente da Universidade de Waterloo, no Ontário, entre 1999 e 2010. É formado em direito pela Universidade de Cambridge.